# Onze-Lieve-Vrouw-van-Lourdeskerk (Mariahout)
De Onze-Lieve-Vrouw-van-Lourdeskerk is de parochiekerk van Mariahout. 

## Geschiedenis
In 1932 werd in Ginderdoor (later Mariahout) de parochie Onze Lieve Vrouw van Lourdes gesticht. Met inzet van de inwoners en onder leiding van pastoor Jacques van Eijndhoven werd in korte tijd een kerk gebouwd, naar ontwerp van Philip Donders.
De pastoor was voorstander van het bouwen van een Lourdesgrot bij de kerk. In 1935 werd de grot ingezegend, die 10x25 m groot was. De grot stortte in 1960 en 1996 gedeeltelijk in, waarna deze werd afgebroken.
In 1998-1999 werd een nieuwe grot gebouwd.